# Matthiola sinuata
Matthiola sinuata es una especie de planta  perteneciente a la familia Brassicaceae.

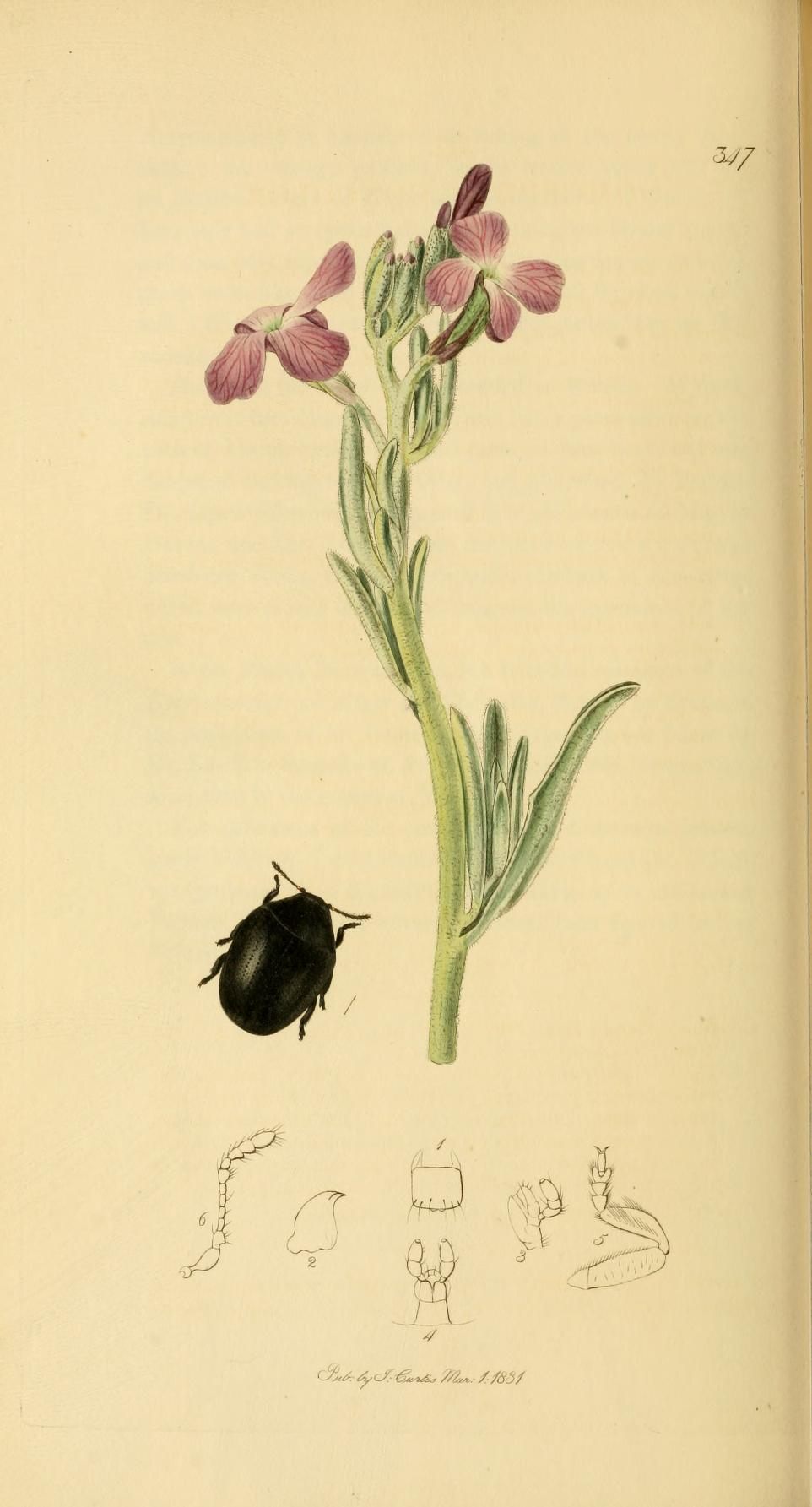
Ilustración

## Descripción
Difiere del alhelí encarnado (Matthiola incana) en sus hojas inferiores muy divididas con márgenes ondulados. Vainas glandulares (no glandulares  en Matthiola incana). Generalmente bienal, de lanilla blanca y densa, hasta 60 cm, con flores morado pálido de 2-5 cm de diámetro.

## Distribución y hábitat
Costas del sur y oeste de Europa. En dunas y acantilados. Florece en primavera y verano.

## Taxonomía
Matthiola sinuata fue descrita por (L. ) R.Br. y publicado en Hortus Kewensis; or, a Catalogue of the Plants Cultivated in the Royal Botanic Garden at Kew. London 4: 120 1812.
Citología
Número de cromosomas de Matthiola sinuata (Fam. Cruciferae) y táxones infraespecíficos: 2n=14
Etimología
Matthiola: nombre genérico que está dedicado al médico y botánico italiano Pietro Andrea Gregorio Mattioli.
sinuata: epíteto latino que significa "con el margen ondulado".
Sinonimia
- Cheiranthus muricatus Lam.
- Cheiranthus sinuatus L.
- Cheiranthus tricuspidatus Huds.
- Hesperis glandulosa (Vis.) Kuntze
- Hesperis sinuata (L.) Lam.
- Matthiola glandulosa Vis.
- Matthiola sinuata subsp. glandulosa Vierh.
- Matthiola sinuata subsp. ligurica Vierh.
- Matthiola sinuata var. sinuata W.T. Aiton
- Matthiola tricuspidata var. glandulosa Emb. & Maire	[5]